# Heilberufe-Kammergesetz
Das Heilberufe-Kammergesetz (länderspezifische Bezeichnungsvarianten: Kammergesetz für die Heilberufe, Kammergesetz, Heilberufsgesetz, mit sich unterscheidenden Abkürzungen) regelt die Berufsausübung, die Berufsvertretungen und die Berufsgerichtsbarkeit der Ärzte, Zahnärzte, Tierärzte, Apotheker sowie der  Psychologischen Psychotherapeuten und der Kinder- und Jugendlichenpsychotherapeuten sowie teilweise der Pflege in den einzelnen Bundesländern in Deutschland.

## Zielsetzung
In Deutschland ist die Berufsvertretung, die Überwachung der Berufsausübung und die Berufsgerichtsbarkeit der Heilberufe föderalistisch organisiert und den jeweiligen Länderkammern übertragen worden, die diese Aufgaben als Selbstverwaltungskörperschaften wahrnehmen. Jedes Bundesland erlässt deshalb ein eigenes Heilberufe-Kammergesetz, das die Rechtsgrundlage für die Berufsständische Körperschaft des öffentlichen Rechts bildet. Die Heilberufskammern unterliegen der Rechtsaufsicht – jedoch nicht der Fachaufsicht – der jeweils zuständigen Aufsichtsbehörde, meist dem Landesministerium für Gesundheit. Die Körperschaften des öffentlichen Rechts sind dienstherrenfähig, führen ein Dienstsiegel und üben auch hoheitliche Aufgaben aus.

## Beispiel Bayern
Das bayerische Heilberufe-Kammergesetz (HKaG) regelt die Berufsausübung, die Berufsvertretungen und die Berufsgerichtsbarkeit der Ärzte, Zahnärzte, Tierärzte, Apotheker sowie der Psychologischen Psychotherapeuten und der Kinder- und Jugendlichenpsychotherapeuten in Bayern.
Alle Angehörigen dieser Berufsgruppen, die in Bayern ihren Beruf ausüben oder die, ohne beruflich tätig zu sein, in Bayern ihre Hauptwohnung haben, gehören verpflichtend der einschlägigen berufsständischen Körperschaft an. Möglich ist auch eine länderübergreifende Kammermitgliedschaft, wenn Ärzte oder Zahnärzte weitere Tätigkeitsorte in andern Ländern haben. Ist ein Arzt oder Zahnarzt innerhalb Bayerns in verschiedenen Kreisen oder Bezirken tätig, richtet sich seine Mitgliedschaft danach, wo er überwiegend beruflich tätig ist. Ist dies nicht feststellbar, hat der Betreffende zu erklären, in welcher Selbstverwaltungskörperschaft die Mitgliedschaft begründet werden soll.
Je nach Beruf gibt eine einstufige Organisation der Berufsvertretung (Landesapothekerkammer und Landeskammer der psychologischen Psychotherapeuten und der Kinder- und Jugendlichenpsychotherapeuten), eine zweistufige Organisation (zahnärztliche Bezirksverbände und Landeszahnärztekammer, tierärztlichen Bezirksverbände und Landestierärztekammer) oder eine dreistufige Organisation (ärztliche Kreisverbände, ärztliche Bezirksverbände und  Landesärztekammer). Die genannten Körperschaften jeder Stufe sind eigenständige Körperschaften des öffentlichen Rechts.
Seit dem 1. August 2013 müssen sich nach dem HKaG alle Heilberufsangehörigen ausreichend gegen mögliche Haftpflichtfälle aus ihrer beruflichen Tätigkeit versichern. Die Frage der Berufshaftpflicht war bis dahin nur in den jeweiligen Berufsordnungen geregelt. Ebenfalls neu ist, dass die Berufsvertretungen auch im Zuge einer Rüge gegenüber einem Mitglied eine Geldbuße bis zu 5.000 Euro verhängen können. Im Übrigen wurde das höchste zulässige Bußgeld im  Berufsgerichtsverfahren auf 100.000 Euro verdoppelt.

## Beispiel Niedersachsen
Das Heilberufsgesetz (HeilBerG) vom 09.05.2000 (HKG) ist ein Landesgesetz, dass am 30. Juni 1996 in Kraft trat und das Kammergesetz für die Heilberufe in der Fassung vom 30. Mai 1980 (Nds. GVBl. S. 193) ersetzte. Die letzte Fassung des neuen HKG ist vom 8. Dezember 2000 (Nds. GVBl. S. 301) und regelt die Rechtsverhältnisse der fünf niedersächsischen Heilberufskammern: Ärztekammer Niedersachsen (ÄKN), Apothekerkammer Niedersachsen (ApKN), Tierärztekammer Niedersachsen (TKN), Zahnärztekammer Niedersachsen (ZKN) und die Psychotherapeutenkammer Niedersachsen (PKN).
§ 12 des HKG regelt zudem auch die Einrichtung der Versorgungseinrichtungen (Versorgungswerk) für Kammermitglieder und gewährt eine Berufsunfähigkeitsrente, Witwenrente und eine Rente für hinterbliebene Lebenspartner und Waisenrente. Finanziert werden diese durch Beiträge der Kammermitglieder, die sich an den Beiträgen zur gesetzlichen Rentenversicherung (GRV) orientieren.

## Beispiel Nordrhein-Westfalen
Das Kammergesetz für die Heilberufe (HKG) vom 9. Mai 2000 benennt als Kammern für Heilberufe in Nordrhein-Westfalen für
- Ärztinnen und Ärzte die Ärztekammern Nordrhein und Westfalen-Lippe,
- Apothekerinnen und Apotheker die Apothekerkammern Nordrhein und Westfalen-Lippe,
- Pflegefachfrauen und Pflegefachmänner, Altenpflegerinnen und -pfleger, Gesundheits- und Krankenpflegerinnen und -pfleger und Gesundheits- und Kinderkrankenpflegerinnen und -pfleger (Pflegefachpersonen) die Pflegekammer Nordrhein-Westfalen,
- Psychotherapeutinnen und Psychotherapeuten, Psychologischen Psychotherapeutinnen und Psychologischen Psychotherapeuten sowie Kinder- und Jugendlichenpsychotherapeutinnen und Kinder- und Jugendlichenpsychotherapeuten, im Folgenden Psychotherapeutinnen und Psychotherapeuten, die Psychotherapeutenkammer Nordrhein-Westfalen, im Folgenden Psychotherapeutenkammer,
- Tierärztinnen und Tierärzte  die Tierärztekammern Nordrhein und Westfalen-Lippe,
- Zahnärztinnen und Zahnärzte  die Zahnärztekammern Nordrhein und Westfalen-Lippe.[3]